# Xylocampa areola
Espèce
Xylocampa areola, communément appelé la Noctuelle aréolée, est une espèce de lépidoptères (papillons) de la famille des Noctuidae. On la trouve en Europe et au Maroc.

## Autres noms vernaculaires
- En français : Noctuelle du Chèvrefeuille, Noctuelle lithorhize.

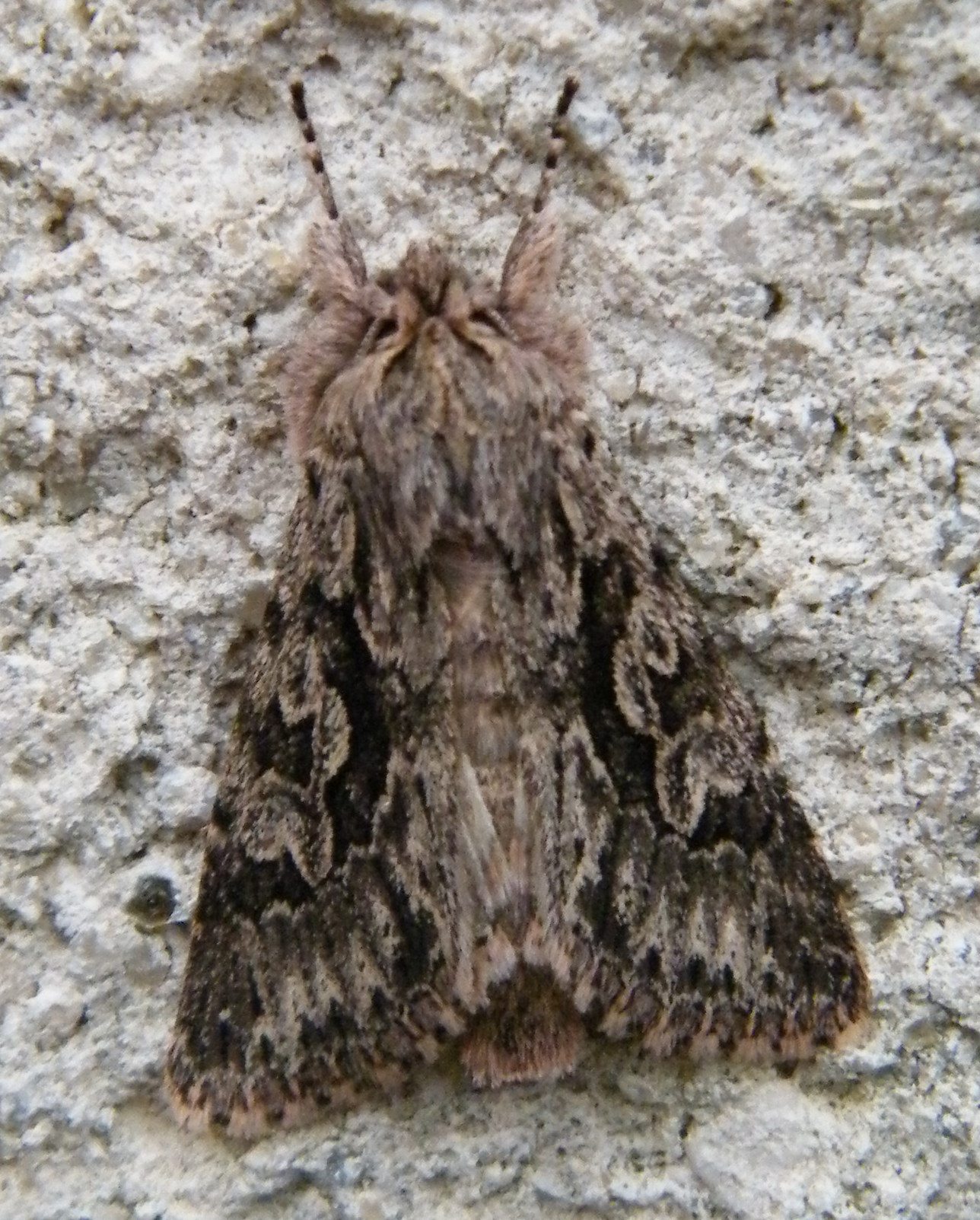
Forme plus sombre.

- En anglais : Early Grey.

## Description

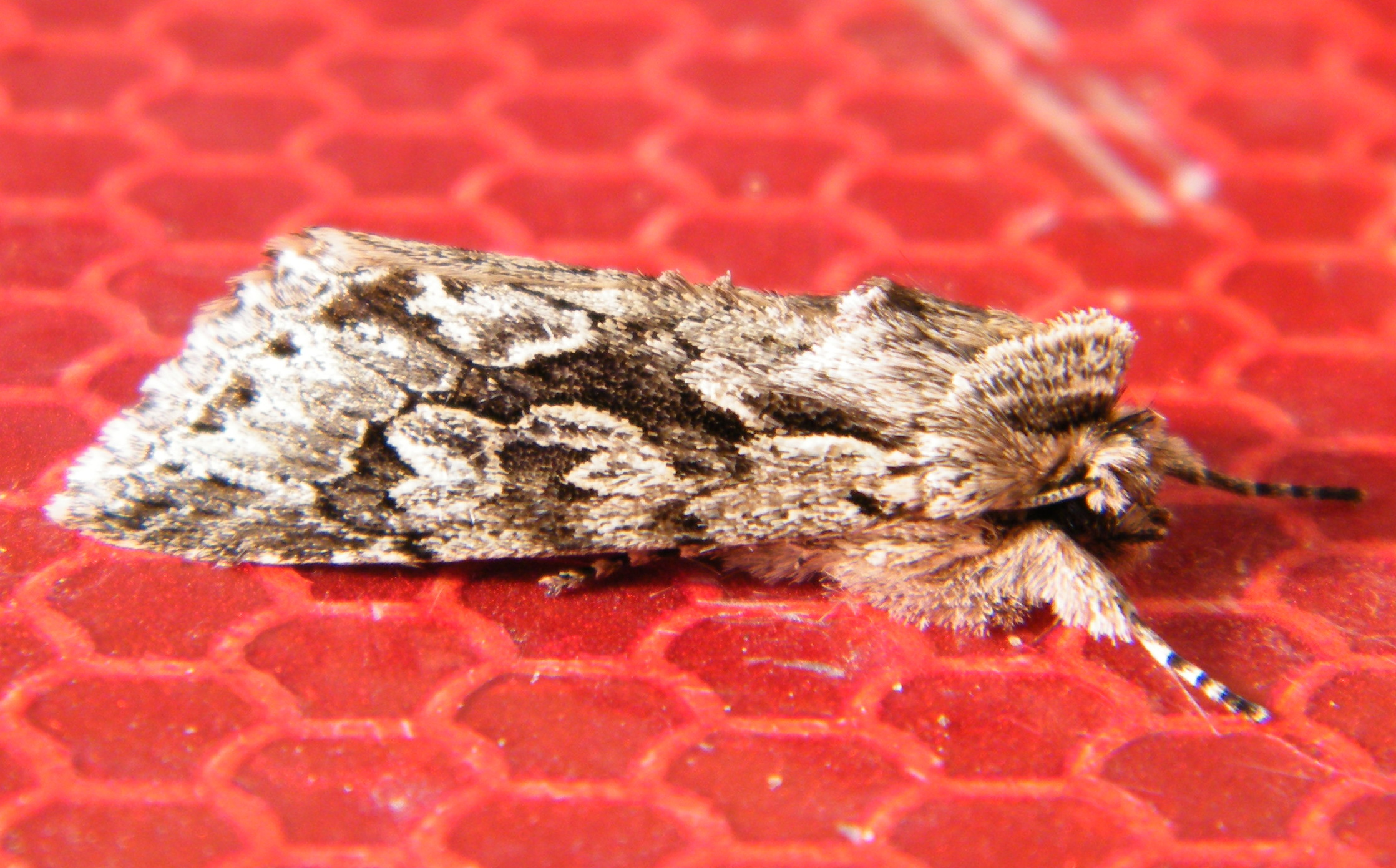
Vu de côté.

Son envergure est de 32 à 40 mm. L'adulte vole de février à mai, suivant les régions.
Les chenilles se nourrissent sur les Chèvrefeuilles. Elles sont brun jaunâtre avec une ligne latérale noire et des taches dorsales brun sombre.